# Аладдин (франшиза)
«Аладдин» (англ. Aladdin) — диснеевская медиафраншиза, начавшаяся с одноимённого мультфильма 1992 года, основанного на сказке Тысяча и одна ночь. Режиссёрами и продюсерами являлись Джон Маскер и Рон Клементс. Успех мультфильма привёл к созданию двух продолжений, мультсериалу, компьютерным играм и перезапуску 2019 года.

## Оригинальные мультфильмы

### Аладдин (1992)
«Аладдин» был выпущен в 1992 году и это был 31-й оригинальный мультфильм Уолта Диснея. Сюжет повествует об уличным воре Аладдине, который пытается завоевать любовь принцессы Жасмин после приобретения волшебной лампы.

### Возвращение Джафара
За «Аладдином» последовало первое продолжение «Возвращение Джафара» в 1994 году. Сюжет был в основном сфокусирован на Джафаре, жаждушем мести к Аладдину. Однако на этот раз, Яго переходит на сторону Аладдина и новым приспешником Джафара становится Абис Маль. Теперь Аладдин и Яго должны найти способ победить Джафара с его безграничной силой джина.

### Аладдин и король разбойников
В 1996 году вышло второе продолжение «Аладдин и король разбойников» на DVD. История заканчивается тем, что Аладдин и Жасмин собираются устроить свою свадьбу, и Аладдин узнаёт, что его отец все ещё жив, но является королём всех разбойников в Аграбе. В 2005 году сценарист Роберт Рис, который написал сценарии в соавторстве с Золушка 3: Злые чары и Русалочка: Начало истории Ариэль, представил четвёртый сценарий для Аладдина для студии DisneyToon Studios. Однако её не стали создавать.

## Ремейк

### Аладдин (2019)
10 октября 2016 года Deadline сообщил, что Disney разрабатывает фильм с живыми актёрами, в которому Джон Огаст писал сценарий, а Дэн Лин будет продюсером. На сайте также сообщается, что Гай Ричи ведет переговоры о постановке фильма. Съёмки начались в июле 2017 года и продолжались до января 2018 года. 15 июля на D23 Expo было объявлено, что Наоми Скотт и Уилл Смит сыграют роли Жасмин и Джинни соответственно, а новичок Мена Массуд сыграет главную роль. Фильм вышел 24 мая 2019 года.

### Джинн (TBA)
15 июля 2015 года поступило сообщение о том, что в настоящее время разрабатывается приквел к фильму «Аладдин» с живым действием под названием «Джинн». Новый фильм, как сообщается, будет посвящен джиннам и их сфере, а также фильм покажет, как джинн Аладдина оказался в лампе. Сценарий для фильма пишут Дамиан Шеннон и Марк Свифт. Трипп Винсон будет выступать в качестве продюсера через Vinson Films.

## Телевидение

### Аладдин
Вскоре после Возвращение Джафара был выпущен мультсериал. Эпизоды были посвящены приключениям Аладдина после событий третьего фильма (Аладдин и король разбойников) .

### Кроссоверы
Позже персонажи пересеклись с персонажами из мультсериала Геркулес в серии Геркулес и арабская ночь и были показаны в качестве гостей в телесериале Мышиный дом, где также появился Джафар и был лидером мышиного дома злодеев. Персонажи Аладдина также появляются в мультфильме «Волшебное Рождество у Микки» (2001).

### Однажды в сказке
В шестом сезоне телесериала Однажды в сказке появляются Аладдин и Жасмин, а главным злодеем в его спин-оффе, Однажды в стране чудес, является Джафар.

### Наследники
Джафар появляется в фильме, вместе со своим сыном Джеем.

## Критика
Оригинальный мультфильм Аладдин получил признания от критиков. Однако другие произведения франшизы, такие как компьютерные игры или продолжения, получали либо смешанные, либо отрицательные отзывы.

## Актёрский состав и персонажи
| Персонажи       | Анимационные фильмы         | Анимационные фильмы         | Анимационные фильмы          | Мультсериал              | Видео игра                 | Фильмы с живыми актёрами | Фильмы с живыми актёрами |  |
| Персонажи       | Аладдин                     | Возвращение Джафара         | Аладдин и король разбойников | Аладдин                  | Аладдин: Месть Назиры      | Аладдин                  | Джинн                    |  |
| Персонажи       | 1992                        | 1994                        | 1996                         | 1994–1995                | 2001                       | 2019                     | TBA                      |  |
| --------------- | --------------------------- | --------------------------- | ---------------------------- | ------------------------ | -------------------------- | ------------------------ | ------------------------ |  |
| Аладдин         | Скотт Уэйнджер              | Скотт Уэйнджер              | Скотт Уэйнджер               | Скотт Уэйнджер           | Скотт Уэйнджер             | Мена Массуд              |                          |  |
| Аладдин         | Брэд Кейн (поющий голос)    | Брэд Кейн (поющий голос)    | Брэд Кейн (поющий голос)     | Скотт Уэйнджер           | Брэд Кейн (поющий голос)   | Мена Массуд              |                          |  |
| Джинни          | Робин Уильямс               | Дэн Кастелланета            | Робин Уильямс                | Дэн Кастелланета         | Дэн Кастелланета           | Уилл Смит                | TBA                      |  |
| Джинни          | Брюс Адлер (поющий голос)   | Дэн Кастелланета            | Брюс Адлер (поющий голос)    | Дэн Кастелланета         | Дэн Кастелланета           | Уилл Смит                | TBA                      |  |
| Жасмин          | Линда Ларкин                | Линда Ларкин                | Линда Ларкин                 | Линда Ларкин             | Линда Ларкин               | Наоми Скотт              |                          |  |
| Жасмин          | Леа Салонга (поющий голос)  | Лиз Каллавей (поющий голос) | Лиз Каллавей (поющий голос)  | Линда Ларкин             | Леа Салонга (поющий голос) | Наоми Скотт              |                          |  |
| Джафар          | Джонатан Фриман             | Джонатан Фриман             | Тихое камео                  |                          | Джонатан Фриман            | Марван Кензари           |                          |  |
| Султан          | Дуглас Сил                  | Вэл Бетаин                  | Вэл Бетаин                   | Вэл Бетаин               | Вэл Бетаин                 | Навид Негабан            |                          |  |
| Абу             | Фрэнк Уэлкер                | Фрэнк Уэлкер                | Фрэнк Уэлкер                 | Фрэнк Уэлкер             | Фрэнк Уэлкер               | Фрэнк Уэлкер             |                          |  |
| Яго             | Гилберт Готтфрид            | Гилберт Готтфрид            | Гилберт Готтфрид             | Гилберт Готтфрид         | Гилберт Готтфрид           | Алан Тьюдик              |                          |  |
| Раджа           | Фрэнк Уэлкер                | Фрэнк Уэлкер                | Фрэнк Уэлкер                 | Фрэнк Уэлкер             | Тихое камео                | Фрэнк Уэлкер             |                          |  |
| Волшебный ковёр | Персонаж без озвучивания    | Персонаж без озвучивания    | Персонаж без озвучивания     | Персонаж без озвучивания | Персонаж без озвучивания   | Персонаж без озвучивания |                          |  |
| Разул           | Джим Каммингс               | Джим Каммингс               | Джим Каммингс                | Джим Каммингс            | Джим Каммингс              | Робби Хейнс              |                          |  |
| Пещера Чудес    | Фрэнк Уэлкер                | Тихое камео                 |                              |                          | Фрэнк Уэлкер               | Фрэнк Уэлкер             |                          |  |
| Абис Маль       |                             | Джейсон Александер          |                              | Джейсон Александер       |                            |                          |                          |  |
| Касим           |                             |                             | Джон Рис-Дэвис               |                          |                            |                          |                          |  |
| Касим           | Мервин Фоурд (поющий голос) |                             |                              |                          |                            |                          |                          |  |
| Салук           |                             |                             | Джерри Орбах                 |                          |                            |                          |                          |  |
| Оракул          |                             |                             | Си Си Эйч Паундер            |                          |                            |                          |                          |  |
| Мозенрат        |                             |                             |                              | Джонатан Брандис         |                            |                          |                          |  |
| Мозенрат        | Джефф Беннетт               |                             |                              |                          |                            |                          |                          |  |
| Принц Анкутма   |                             |                             | Тихое камео                  | Тино Инсана              |                            |                          |                          |  |
| Мерц            |                             |                             | Тихое камео                  | Дориан Хэрвуд            |                            |                          |                          |  |
| Садира          |                             |                             | Тихое камео                  | Келли Мартин             |                            |                          |                          |  |
| Мираж           |                             |                             |                              | Бебе Нойвирт             |                            |                          |                          |  |
| Амин Дамула     |                             |                             |                              | Джефф Беннетт            |                            |                          |                          |  |
| Эден            |                             |                             |                              | Деби Дерриберри          |                            |                          |                          |  |
| Мухтар          |                             |                             |                              | Джон Кассир              |                            |                          |                          |  |
| Фазир           |                             |                             |                              | Эд Гилберт               |                            |                          |                          |  |
| Харуд Хази Бин  |                             |                             |                              | Джеймс Эйвери            |                            |                          |                          |  |
| Назира          |                             |                             |                              |                          | Джоди Бенсон               |                          |                          |  |
| Далия           |                             |                             |                              |                          |                            | Насим Педрад             |                          |  |
| Хаким           |                             |                             |                              |                          |                            | Нуман Акар               |                          |  |

### Создатели
| Создатели                 | Фильмы                                             | Фильмы | Фильмы | Фильмы                              | Фильмы                            |
| Создатели                 | Аладдин                                            | Возвращение Джафара | Аладдин и король разбойников                                                                                       | Аладдин                             | Джинн                             |
| Создатели                 | 1992                                               | 1994 | 1996 | 2019                                | TBA                               |
| ------------------------- | -------------------------------------------------- | --- | --- | ----------------------------------- | --------------------------------- |
| Режиссёры                 | Рон Клементс Джон Маскер                           | Тэд Стоунс Алан Заслов | Тэд Стоунс | Гай Ричи                            | TBA                               |
| Продюсеры                 | Рон Клементс Джон Маскер                           | Тэд Стоунс Алан Заслов | Джаннин Пассел Тэд Стоунс                                                                                          | Дэн Лин Марк Платт                  | Трипп Винсон                      |
| Сценаристы                | Рон Клементс Джон Маскер Тед Эллиот Терри Россио   | Тэд Стоунс Марк МакКоркл | Марк МакКоркл Роберт Шули                                                                                          | Джон Огаст Гай Ричи                 | Дамиан Шеннон Марк Свифт          |
| Композиторы               | Алан Менкен                                        | Марк Уоттерс | Карл Джонсон Марк Уоттерс                                                                                          | Ален Менкен                         | TBA                               |
| Монтажёры                 | Х. Ли Петерсон                                     | Роберт Бирчард Элен Орсон | Элен Орсон | Джеймс Герберт                      | TBA                               |
| Производственные компании | Walt Disney Pictures Walt Disney Feature Animation | Walt Disney Home Entertainment Walt Disney Television Animation Walt Disney Animation Australia Walt Disney Animation Japan DisneyToon Studios | Walt Disney Home Entertainment Walt Disney Television Animation Walt Disney Animation Australia DisneyToon Studios | Walt Disney Pictures Lin Pictures   | Walt Disney Pictures Vinson Films |
| Дистрибьюторы             | Buena Vista Pictures                               | Walt Disney Home Video | Walt Disney Home Video                                                                                             | Walt Disney Studios Motion Pictures | TBA                               |
| Длительность              | 90 мин.                                            | 69 мин. | 81 мин. | 128 мин.                            | TBA                               |
| Даты выхода               | ноябрь 25, 1992                                    | май 20, 1994 | август 13, 1996 | май 24, 2019                        | TBA                               |

## Видеоигры
Наряду с выпуском мультфильма были выпущены три разные видеоигры на основе одноимённого мультфильма. Disney's Aladdin была разработана Virgin Games и Walt Disney Feature Animations для Genesis, выпущенного в конце 1993 года, а затем была портирована для NES, PC, Game Boy и Game Boy Color. В том же году Capcom выпустили свою игру для Super Nintendo, также называемую  Disney's Aladdin, которая была портирована на Game Boy Advance в 2002 году.
В 1994 году SIMS выпустила еще одну игру под названием  Disney’s Aladdin 'для Game Gear и Master System.
Телевизионный мультсериал вдохновил Argonaut Games на разработку другой игры под названием Аладдин: Месть Насиры и игра была выпущена в 2000 году для PlayStation и PC. Кроме того, в 2004 году Vivendi Universal выпустила компьютерную игру Aladdin’s Chess Adventures с лицензией на Аладдина.
В серии 'Kingdom Hearts' представлен играбельный мир Аладдина, известный как Агроба. В Kingdom Hearts и Kingdom Hearts: Chain of Memorial, сюжетная линия слабо связана с сюжетом оригинального мультфильма. В Kingdom Hearts II была связь между Аладдином и Возвращением Джафара.
Аладдин, Жасмин и Джин появились в игре 2011 года, Kinect: Disneyland Adventures и Disney Infinity: Marvel Super Heroes.

### Критика
| Игра                                               | Metacritic |
| Disney’s Aladdin (Game Boy Advance)                | 59%        |
| Disney’s Aladdin in Nasira’s Revenge (PlayStation) | 61%        |